# Вэнь Чжэньлин
Вэнь Чжэньлин(кит. трад. 温貞菱; родилась  23 октября 1992 года) — тайваньская актриса
.

## Биография
Мать — филиппинская хуацяо, отец имеет тайваньско-японское происхождение. В 2014 получила Золотой Колокол в номинации «Лучшая актриса» в мини-сериале 曉之春 (англ. Dawn/Spring). В 2015 была номинирована в категории «лучшая актриса» на Золотой Колокол и на Тайбейском кинофестивале.